# 21 de agosto
21 de agosto é o 233.º dia do ano no calendário gregoriano (234.º em anos bissextos). Faltam 132 dias para acabar o ano.

## Eventos históricos

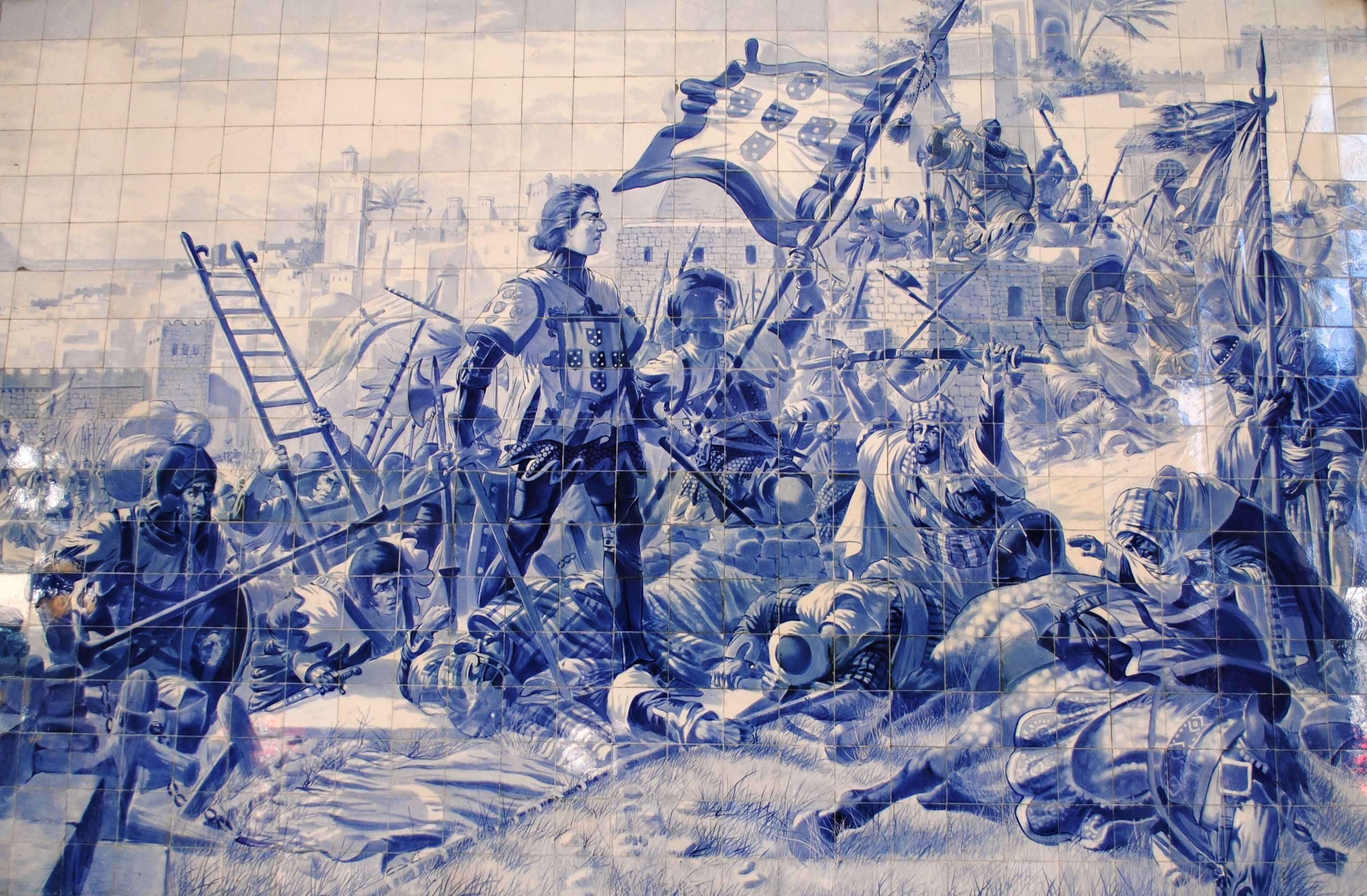
1415: Vitória portuguesa na Batalha de Ceuta

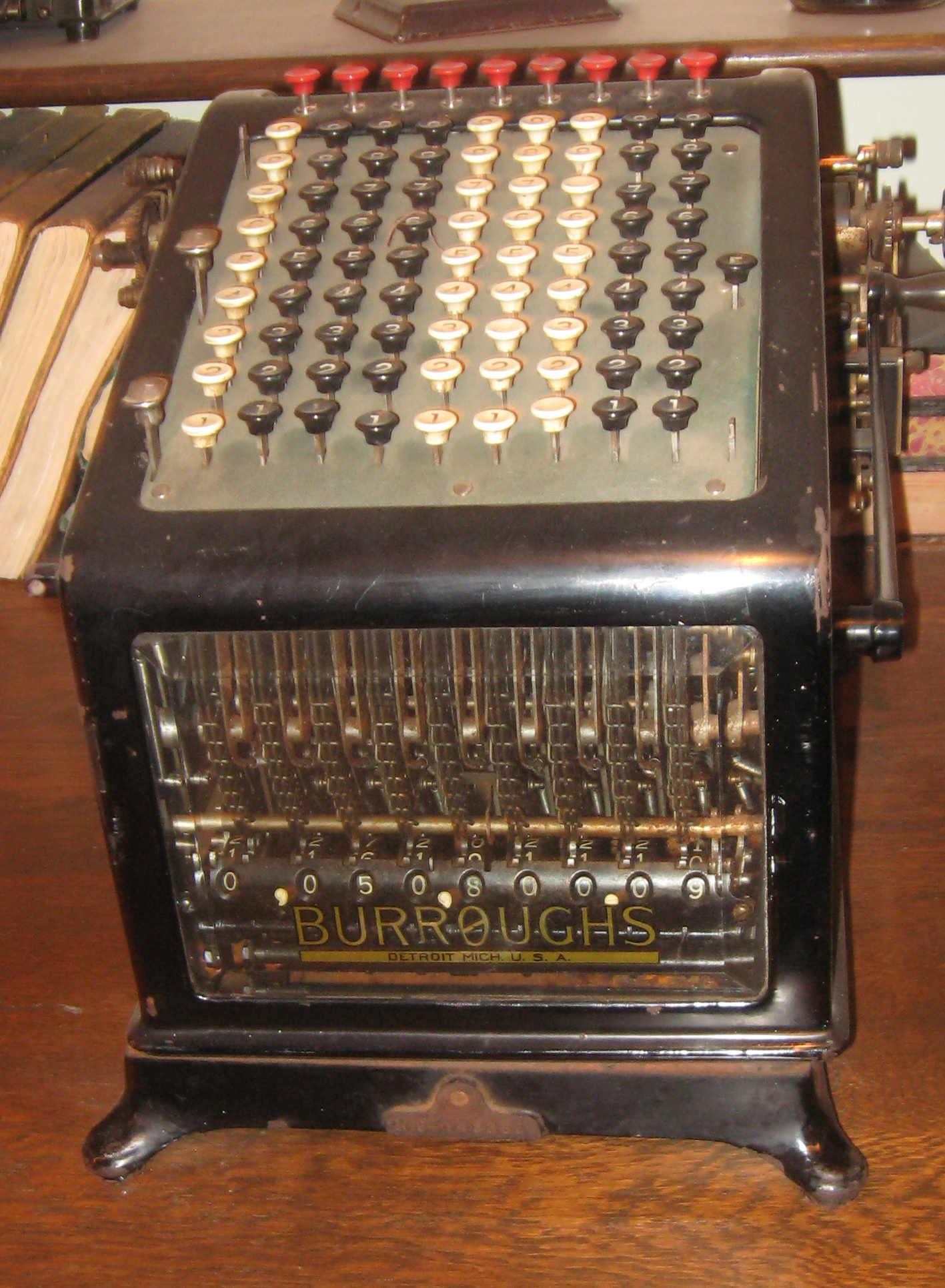
1888: Patenteada a primeira máquina de somar

- 0634 — Início do Cerco de Damasco, então uma cidade do Império Bizantino, pelas tropas do Califado Ortodoxo.
- 0959 — Eraclo torna-se o 25º bispo de Liège.
- 1140 — O general da dinastia Song Yue Fei derrota um exército liderado pelo general da dinastia Jin Wuzhu na Batalha de Yancheng durante as Guerras Jin-Song.
- 1169 — Batalha dos Negros: Revolta das forças negras africanas do exército fatímida, juntamente com vários emires egípcios e plebeus, contra Saladino.
- 1192 — Minamoto no Yoritomo torna-se Sei-i Taishōgun e o governante de fato do Japão. (Data tradicional japonesa: o 12º dia do sétimo mês do terceiro ano da era Kenkyū (建久))
- 1331 — O rei Estêvão Uresis III, após meses de anarquia, rende-se a seu filho e rival Stefan Dušan, que o sucede como rei da Sérvia.
- 1359 — Ismail II torna-se o nono sultão do Reino Nacérida, destronando o seu meio-irmão Maomé V.
- 1415 — Henrique, Duque de Viseu, leva as forças portuguesas à vitória sobre os merínidas na Batalha de Ceuta.
- 1522 — É assinado o Tratado de Sunda Kalapa entre o Reino de Sunda e Portugal.
- 1526 — A expedição de Alonso de Salazar é a primeira expedição europeia a ver as Ilhas Marshall.
- 1716 — Sétima Guerra Otomano-Veneziana: a chegada de reforços navais e a notícia da Batalha de Petrovaradin forçam os otomanos a abandonar o Cerco de Corfu, preservando assim as Ilhas Jônicas sob o domínio veneziano.
- 1770 — James Cook reivindica formalmente o leste da Austrália para o Reino da Grã-Bretanha, nomeando-o de Nova Gales do Sul.
- 1772 — O rei Gustavo III completa seu golpe de estado ao adotar uma nova Constituição, encerrando meio século de governo parlamentar na Suécia e instalando-se como um déspota esclarecido.
- 1778 — Guerra Revolucionária Americana: as forças britânicas começam a sitiar o posto avançado francês em Pondicheri.
- 1791 — Uma cerimônia Vodu, liderada por Dutty Boukman, se transforma em uma violenta rebelião de escravos, dando início à Revolução Haitiana.
- 1808 — Batalha do Vimeiro: forças britânicas e portuguesas lideradas pelo general Arthur Wellesley derrotam a força francesa sob o comando do major-general Jean-Andoche Junot, perto da aldeia de Vimeiro, a primeira vitória anglo-portuguesa da Guerra Peninsular.
- 1810 — Jean-Baptiste Bernadotte, Marechal da França, é eleito pelo Parlamento da Suécia como o novo Príncipe Herdeiro do país como herdeiro do rei Carlos XIII.
- 1821 — A Ilha Jarvis é descoberta pela tripulação do navio, Eliza Francis.
- 1888 — A primeira máquina de somar de sucesso nos Estados Unidos é patenteada por William Seward Burroughs I.
- 1897 — Fundada a Oldsmobile, uma fabricante e marca de automóveis americana.
- 1898 — Fundação do Clube de Regatas Vasco da Gama.
- 1911
  - Entra em vigor a Constituição portuguesa de 1911.
  - A Mona Lisa é roubada por Vincenzo Perugia, um funcionário do Museu do Louvre.
- 1914 — Primeira Guerra Mundial: Batalha de Charleroi, um ataque alemão bem-sucedido através do rio Sambre que se antecipou a uma ofensiva francesa na mesma área. Conclusão da Batalha de Cer, iniciada a 12 de agosto - vitória das forças sérvias sobre as forças austro-húngaras.
- 1918 — Primeira Guerra Mundial: começa a Segunda Batalha do Somme.
- 1942 — Segunda Guerra Mundial: Campanha de Guadalcanal: as forças americanas derrotam um ataque de soldados do Exército Imperial Japonês na Batalha do Tenaru.
- 1944 — Começa a Conferência Dumbarton Oaks, prelúdio às Nações Unidas.
- 1945 — O físico Harry Daghlian é fatalmente irradiado em um acidente de criticidade durante um experimento com o núcleo do Demônio no Laboratório Nacional Los Alamos.
- 1954 — Inauguração do Parque Ibirapuera, uma área verde urbana na cidade de São Paulo, Brasil.
- 1957 — A União Soviética realiza com sucesso um voo de teste de longo alcance do R-7 Semyorka, o primeiro míssil balístico intercontinental.
- 1959 — O presidente dos Estados Unidos, Dwight D. Eisenhower, assina uma ordem executiva proclamando o Havaí o 50º estado da união.
- 1963 — Ataques ao pagode Xá Lợi: as Forças Especiais do Exército da República do Vietnã (Vietnã do Sul) leais a Ngô Đình Nhu, irmão do presidente Ngo Dinh Diem, vandaliza pagodes budistas em todo o país, prendendo milhares e deixando cerca de centenas de mortos.
- 1965 — A República Socialista da Romênia é proclamada, após a adoção de uma nova constituição.[1]
- 1968 — Guerra Fria: Nicolae Ceaușescu, líder da Romênia comunista, condena publicamente a invasão da Tchecoslováquia liderada pelos soviéticos, encorajando a população romena a armar-se contra possíveis represálias soviéticas.
- 1982 — Guerra Civil Libanesa: as primeiras tropas de uma força multinacional desembarcam em Beirute para supervisionar a retirada da Organização para a Libertação da Palestina no Líbano.
- 1986 — Gás de dióxido de carbono irrompe do lago vulcânico Nyos, Camarões, matando cerca de 1 800 pessoas em um raio de 20 km.
- 1988 — Um terremoto no Nepal sacode a fronteira entre o Nepal e a Índia, e deixou rachaduras em 50 000 edifícios, com uma intensidade máxima de Mercalli de VIII, deixando 709-1 450 pessoas mortas e milhares feridas.[2]
- 1991
  - A Letônia declara a renovação de sua total independência após sua ocupação pela União Soviética desde 1945.[3]
  - Fracassa a tentativa de golpe contra Mikhail Gorbatchov.
- 1993 — A NASA perde o contato com a espaçonave Mars Observer.
- 1994 — Voo Royal Air Maroc 630 cai em Douar Izounine, Marrocos, matando todas as 44 pessoas a bordo.
- 1995 — O voo 529 da Atlantic Southeast Airlines, um Embraer EMB 120 Brasília, tenta desviar para o Aeroporto Regional da Geórgia Ocidental depois que o motor esquerdo falha, mas a aeronave cai no condado de Carroll, perto de Carrollton, Geórgia, matando nove das 29 pessoas a bordo.[4]
- 2013 — Centenas de pessoas são mortas por ataques químicos na região de Ghouta, Síria.
- 2017 — Ocorre um sismo na ilha de Ísquia, no Golfo de Nápoles, causando 2 mortos e 36 feridos.

## Nascimentos

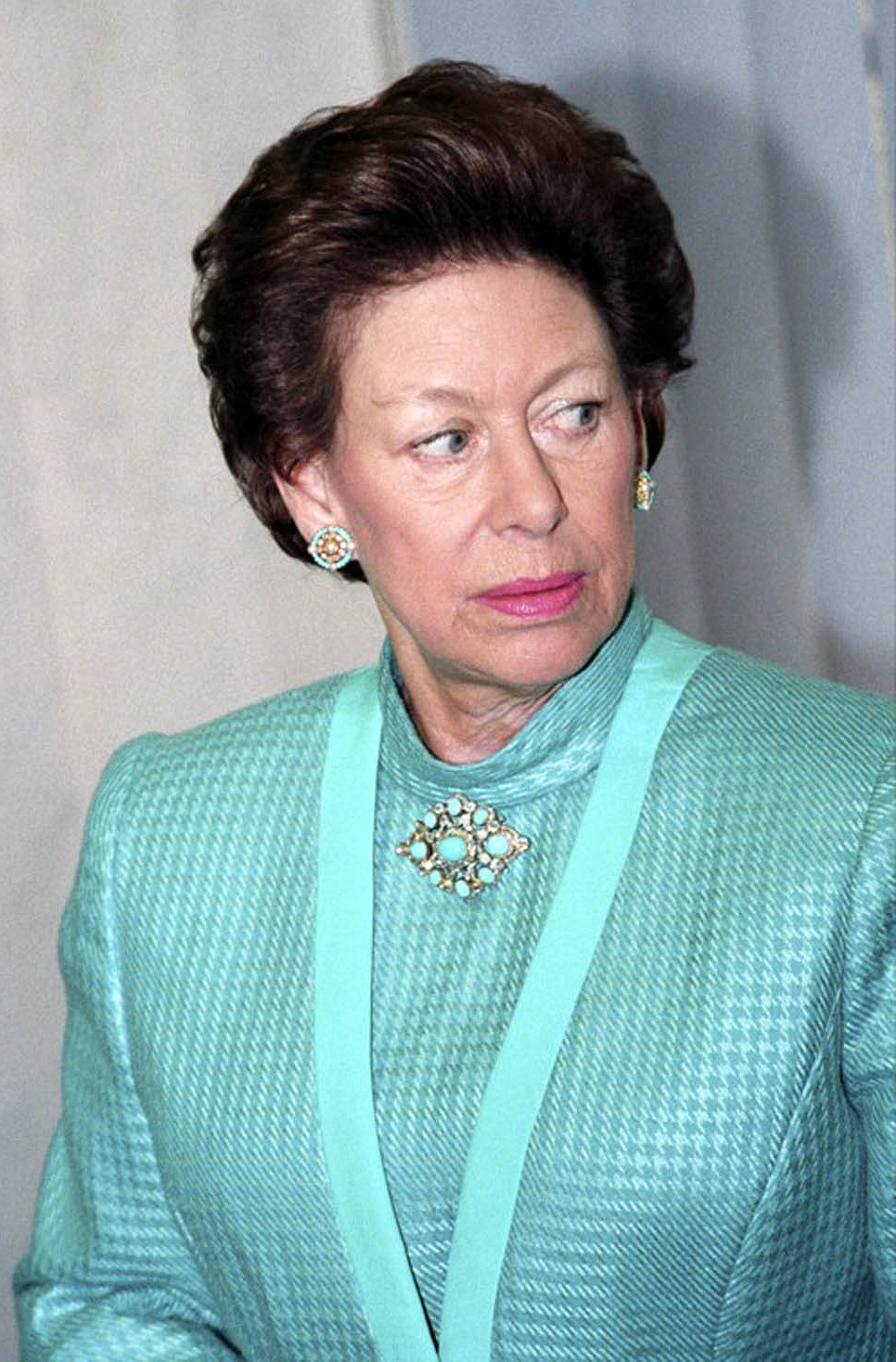
Princesa Margarida

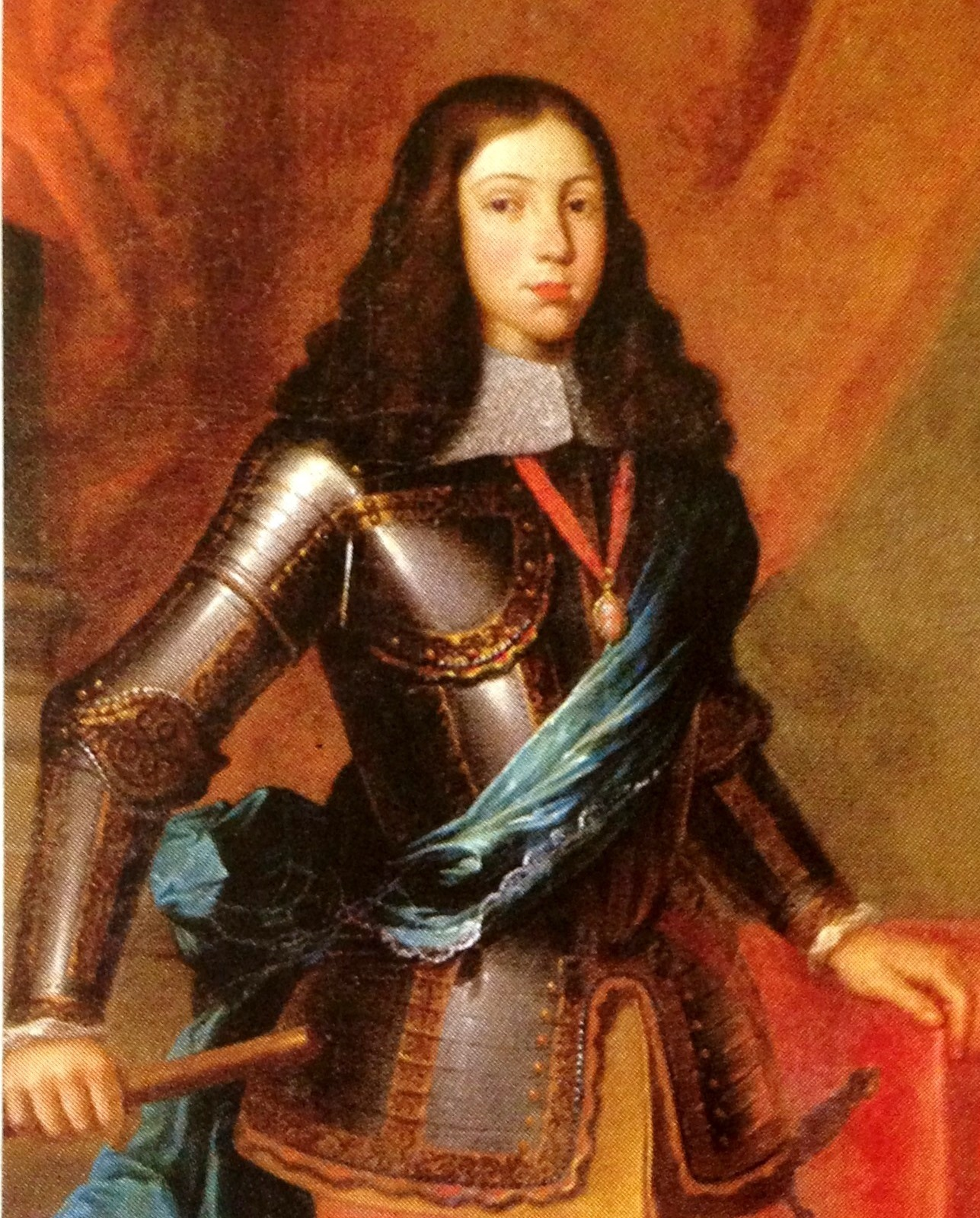
Afonso VI de Portugal

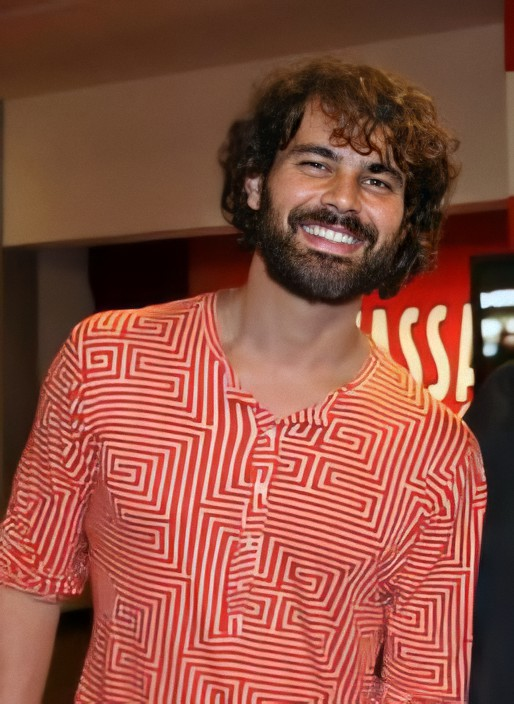
Carmo Dalla Vecchia

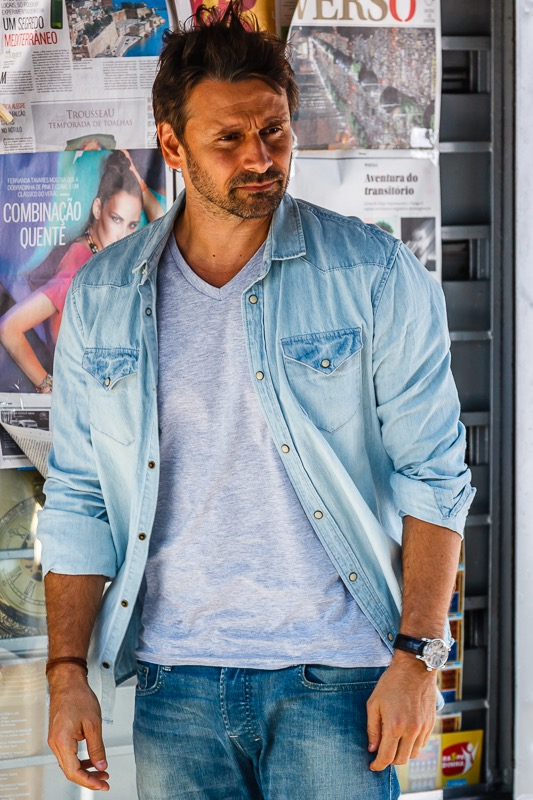
Murilo Rosa

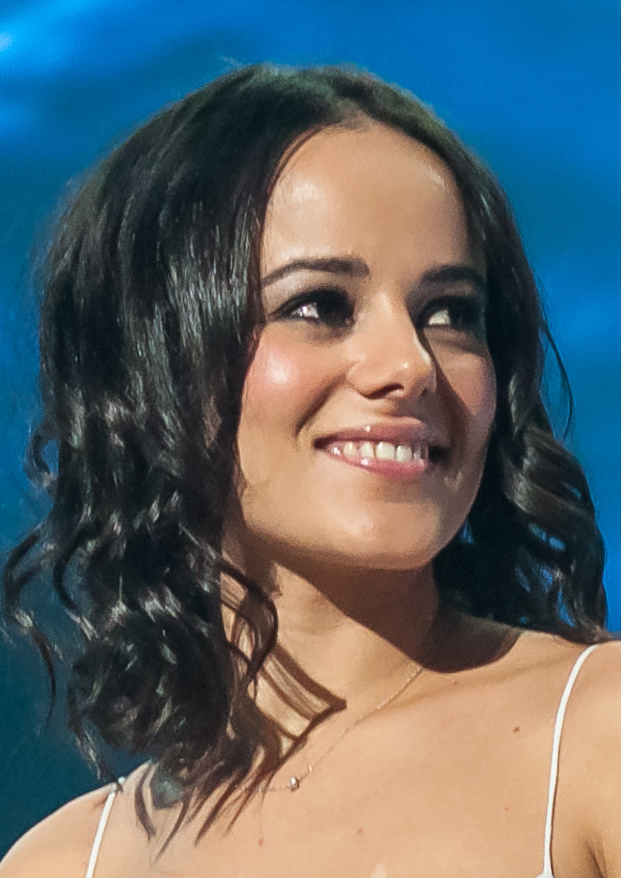
Alizée

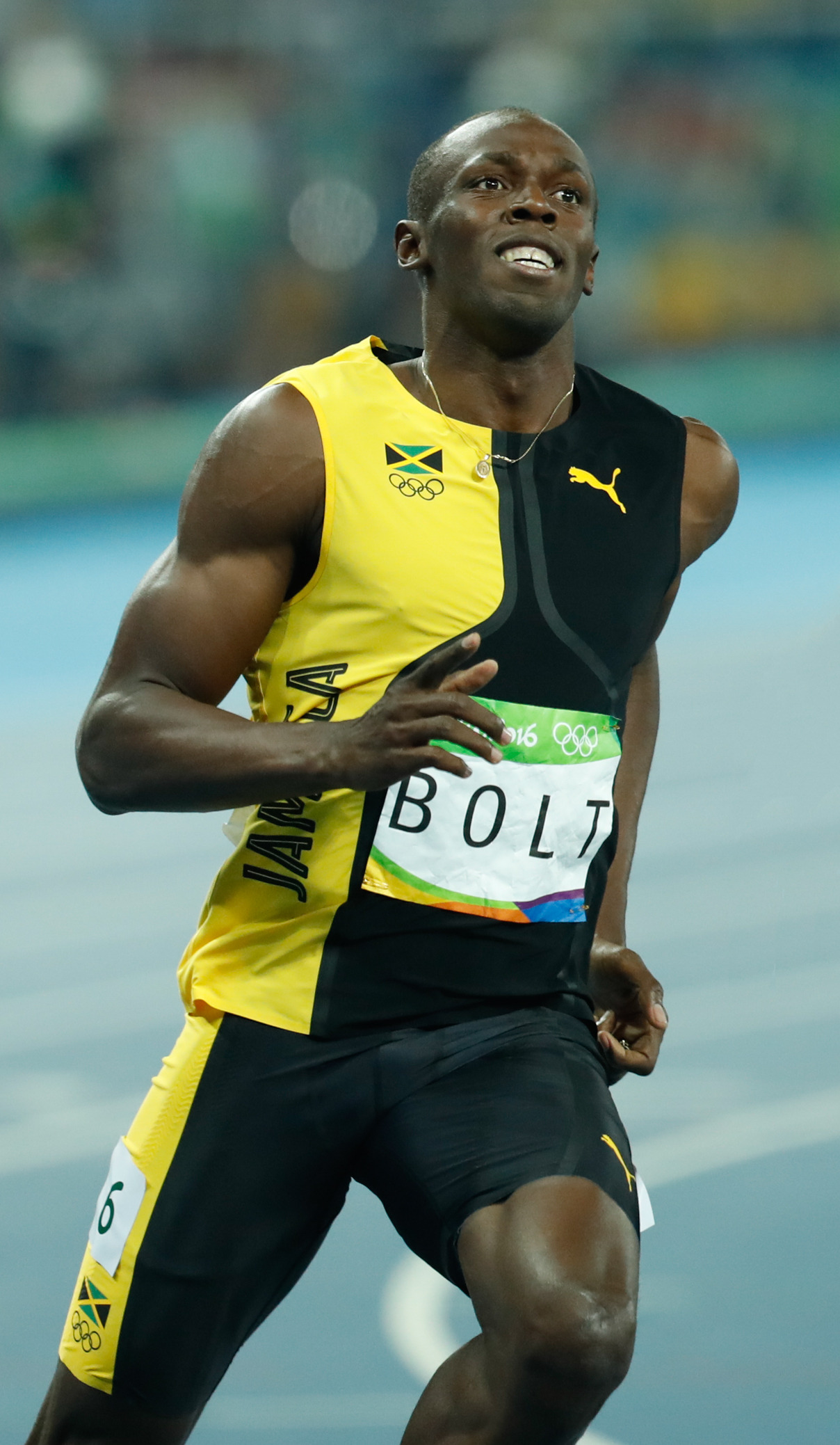
Usain Bolt

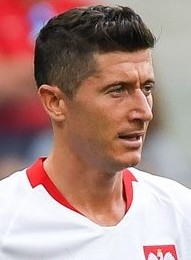
Robert Lewandowski

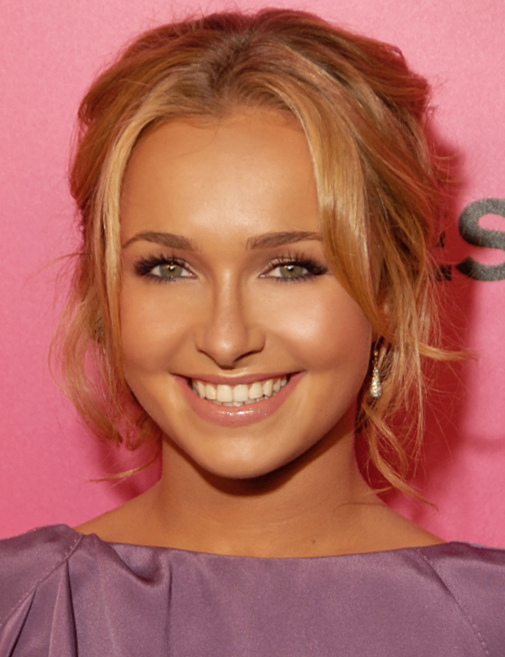
Hayden Panettiere

### Anteriores ao século XIX
- 1165 — Filipe II de França (m. 1223).
- 1535 — Shimazu Yoshihiro, general japonês (m. 1619).
- 1567 — Francisco de Sales, bispo e santo suíço (m. 1622).
- 1597 — Roger Twysden, historiador e político inglês (m. 1672).
- 1643 — Afonso VI de Portugal (m. 1683).
- 1660 — Hubert Gautier, matemático e engenheiro francês (m. 1737).
- 1670 — Jaime FitzJames, 1.º Duque de Berwick, general e político francês (m. 1734).
- 1725 — Jean-Baptiste Greuze, pintor e educador francês (m. 1805).
- 1754
  - William Murdoch, engenheiro e inventor britânico, criou a iluminação a gás (m. 1839).
  - Banastre Tarleton, general e político britânico (m. 1833).
- 1765 — Guilherme IV do Reino Unido (m. 1837).
- 1789 — Augustin-Louis Cauchy, matemático e acadêmico francês (m. 1857).
- 1796 — Asher Brown Durand, pintor norte-americano (m. 1886).
- 1798 — Jules Michelet, historiador e filósofo francês (m. 1874).

### Século XIX
- 1813 — Jean Servais Stas, químico belga (m. 1891).
- 1816 — Charles Frédéric Gerhardt, químico francês (m. 1856).
- 1824 — William Balfour Baikie, explorador, naturalista e filólogo britânico (m. 1864).
- 1830 — Théophile Funck-Brentano, filósofo, sociólogo e jurista francês (m. 1906).
- 1843 — Maria Ana Fernanda de Bragança (m. 1884).
- 1858 — Rodolfo, Príncipe Herdeiro da Áustria (m. 1889).
- 1866 — Francisco Salvador da Áustria (m. 1939).
- 1872 — Aubrey Beardsley, ilustrador e escritor britânico (m. 1898).
- 1882 — Franz Kruckenberg, engenheiro alemão (m. 1965).
- 1884 — Chandler Egan, golfista norte-americano (m. 1936).
- 1885 — Hans Dreier, diretor de arte alemão (m. 1966).
- 1888 — Ernesto Fígoli, futebolista e treinador de futebol uruguaio (m. 1981).
- 1889 — Richard O'Connor, militar britânico (m. 1981).
- 1893 — Theresa Weld, patinadora artística estadunidense (m. 1978).
- 1895 — Blossom Rock, atriz norte-americana (m. 1978).
- 1900 — Eileen Percy, atriz britânica (m. 1973).

### Século XX

#### 1901–1950
- 1904 — Count Basie, músico de jazz estadunidense (m. 1984).
- 1905 — Friz Freleng, animador, cartunista, diretor e produtor norte-americano (m. 1995).
- 1906 — Charles Baehni, botânico e antropólogo suíço (m. 1964).
- 1907 — John George Trump, engenheiro e físico norte-americano (m. 1985).
- 1908 — Guillermo Arellano, futebolista chileno (m. 1999).
- 1909
  - Jan Graafland, futebolista neerlandês (m. ?).
  - C. Douglas Dillon, diplomata e político norte-americano (m. 2003).
  - Nikolai Bogoliubov, matemático e físico russo (m. 1992).
- 1911
  - Gedeon Barcza, enxadrista húngaro (m. 1986).
  - Golbery de Couto e Silva, general e geopolítico brasileiro (m. 1987).
- 1913
  - Fred Agabashian, automobilista norte-americano (m. 1989).
  - François Devries, futebolista belga (m. 1972).
  - Robert Krasker, diretor de fotografia australiano (m. 1981).
- 1916 — Consuelo Velázquez, compositora e pianista mexicana (m. 2005).
- 1917
  - Josué Montello, escritor brasileiro (m. 2006).
  - Leonid Hurwicz, economista russo-americano (m. 2008).
- 1920 — Christopher Robin Milne, livreiro britânico (m. 1996).
- 1921
  - Milton Ribeiro, ator brasileiro (m. 1972).
  - Reuven Feuerstein, psicólogo e acadêmico romeno-israelense (m. 2014).
- 1924
  - Ronald Gillespie, químico britânico (m. 2021).
  - Robert Körner, futebolista austríaco (m. 1989).
  - Jack Weston, ator norte-americano (m. 1996).
- 1926 — Marian Jaworski, cardeal ucraniano (m. 2020).
- 1928 — Mário Pinto de Andrade, político, ensaísta e ativista angolano (m. 1990).
- 1930 — Margarida, Condessa de Snowdon (m. 2002).
- 1932 — Melvin Van Peebles, ator, escritor e diretor norte-americano (m. 2021).
- 1934
  - İzzet Günay, ator turco.
  - Gennadiy Aygi, poeta russo (m. 2006).
- 1935
  - Bernhard Eckstein, ciclista alemão (m. 2017).
  - Ahmad al-Ghashmi, político e militar iemenita (m. 1978).
  - Mart Crowley, escritor norte-americano (m. 2020).
- 1936
  - Wilt Chamberlain, jogador de basquete norte-americano (m. 1999).
  - Feliciano Rivilla, futebolista espanhol (m. 2017).
- 1937
  - Bento Prado Júnior, filósofo, escritor, tradutor e poeta brasileiro (m. 2007).
  - Gustavo Noboa, político equatoriano (m. 2021).
- 1938
  - Kenny Rogers, cantor, compositor e ator norte-americano (m. 2020).
  - Nicolás Ardito Barletta Vallarino, político panamenho.
- 1939
  - Djalma Dias, futebolista brasileiro (m. 1990).
  - Festus Mogae, político botsuanês.
- 1940 — Endre Szemerédi, matemático e cientista da computação húngaro-americano.
- 1941 — Alberto Mario González, futebolista argentino (m. 2023).
- 1942 — Maria Kaczyńska, economista e primeira-dama polonesa (m. 2010).
- 1943 — Perry Christie, político bahamense.
- 1944
  - Peter Weir, roteirista e diretor de cinema australiano.
  - Patrick Demarchelier, fotógrafo francês (m. 2022).
- 1945
  - Lev Alburt, enxadrista ucraniano.
  - Asparuh Nikodimov, ex-futebolista búlgaro.
  - Basil Poledouris, compositor e maestro norte-americano (m. 2006).
- 1947
  - Roberto Medina, empresário e publicitário brasileiro.
  - Margaret Chan, médica chinesa.
- 1948
  - Jerzy Opara, ex-canoísta polonês.
  - Eliud Williams, político dominiquense.
- 1949
  - Gerson Gabrielli, político brasileiro.
  - Keetie van Oosten-Hage, ex-ciclista neerlandesa.
  - Loretta Devine, atriz estadunidense.
- 1950 — Patrick Juvet, músico suíço (m. 2021).

#### 1951–2000
- 1952
  - Glenn Hughes, músico britânico.
  - Joe Strummer, músico britânico (m. 2002).
  - Nabatingue Toko, ex-futebolista chadiano.
- 1953
  - Gérard Janvion, ex-futebolista e treinador de futebol francês.
  - Edgar Moreira da Cunha, bispo brasileiro.
- 1954 — Didier Six, ex-futebolista e treinador de futebol francês.
- 1956
  - Kim Cattrall, atriz canadense.
  - Vadão, futebolista e treinador de futebol brasileiro (m. 2020).
  - Michael Newman, ator e salva-vidas estadunidense (m. 2024).
- 1957 — Tignous, cartunista francês (m. 2015).
- 1958 — Petr Rada, ex-futebolista e treinador de futebol tcheco.
- 1959
  - Akino Arai, cantora japonesa.
  - Margaret Gardiner, modelo sul-africana.
- 1960
  - Miguel Vale de Almeida, antropólogo português.
  - Ángel Fernández Artime, cardeal espanhol.
- 1961
  - Stephen Hillenburg, cartunista e diretor de animação norte-americano (m. 2018).
  - Kimberley Santos, modelo guamesa.
  - Mário Gobbi, dirigente esportivo brasileiro.
- 1962
  - François Zahoui, ex-futebolista e treinador de futebol marfinense.
  - Cleo King, atriz norte-americana.
- 1963
  - Mohammed VI de Marrocos.
  - Richmond Arquette, ator norte-americano.
  - Nigel Pearson, ex-futebolista e treinador de futebol britânico.
  - Abdullah Al-Rashidi, atirador esportivo kuwaitiano.
- 1964 — Eytan Fox, diretor de cinema israelense.
- 1967
  - Carrie-Anne Moss, atriz canadense.
  - Serj Tankian, músico e ativista político armênio-americano.
  - Charb, cartunista francês (m. 2015).
- 1968
  - Antonio Benarrivo, ex-futebolista italiano.
  - Dina Carroll, cantora britânica.
- 1970
  - Carmo Dalla Vecchia, ator brasileiro.
  - Murilo Rosa, ator brasileiro.
  - Germain Mendome, futebolista gabonês (m. 2013).
  - Erik Dekker, ex-ciclista neerlandês.
  - Lisi Leututu, ex-futebolista samoano-americano.
- 1971 — Liam Howlett, cantor britânico.
- 1973
  - Sergey Brin, cientista da computação russo-americano.
  - Robert Malm, ex-futebolista togolês.
  - Emerson Pereira da Silva, ex-futebolista brasileiro.
  - Nikolay Valuev, ex-pugilista russo.
- 1974
  - Pavel Bugalo, ex-futebolista uzbeque.
  - Amy Fisher, escritora norte-americana.
  - Igor Cherevchenko, ex-futebolista e treinador de futebol tajique.
- 1975 — Alicia Witt, atriz norte-americana.
- 1976 — Liezel Huber, ex-tenista sul-africana.
- 1977 — Mustafa Shakir, ator e rapper norte-americano.
- 1979 — Kelis, cantora norte-americana.
- 1980 — Jasmin Wöhr, ex-tenista alemã.
- 1981
  - Ryan Griffiths, ex-futebolista australiano.
  - Salih Sadir, ex-futebolista iraquiano.
  - Elisa Sanches, modelo, apresentadora e atriz brasileira.
- 1982 — Roy Myrie, ex-futebolista costarriquenho.
- 1983 — Scott McDonald, ex-futebolista australiano.
- 1984
  - Alizée, cantora francesa.
  - Marina Ferrari, jornalista brasileira.
  - Boubacar Koné, ex-futebolista malinês.
  - Eve Torres, ex-lutadora, modelo, dançarina e atriz norte-americana.
  - Robin de Jesús, ator americano.
- 1985
  - Nicolas Almagro, ex-tenista espanhol.
  - Ivan Mendes, ator brasileiro.
- 1986
  - Usain Bolt, ex-velocista jamaicano.
  - Arthur do Val, político e empresário brasileiro.
  - Stephan Schröck, futebolista filipino.
- 1987
  - Anderson Martins, ex-futebolista brasileiro.
  - Cody Kasch, ator norte-americano.
- 1988 — Robert Lewandowski, futebolista polonês.
- 1989
  - Hayden Panettiere, atriz e cantora norte-americana.
  - Mikel Bizkarra, ciclista espanhol.
  - Robert Knox, ator britânico (m. 2008).
  - Aleix Vidal, futebolista espanhol.
  - Stijn Steels, ex-ciclista belga.
- 1990
  - Amanda Wicthoff, cantora brasileira.
  - Dhiyazan bin Haitham Al-Saïd, príncipe e político omani.
  - Omar El Kaddouri, futebolista marroquino.
- 1991
  - Christian Navarro, ator norte-americano.
  - Leandro Bacuna, futebolista neerlandês.
  - Dráusio Luis Salla Gil, futebolista brasileiro.
  - Lars Veldwijk, futebolista sul-africano.
  - Jesse Rutherford, ator e cantor norte-americano.
- 1992
  - Felipe Nasr, automobilista brasileiro.
  - Ali Salim Al-Nahar, futebolista omani.
  - Alan Fonteles, atleta paralímpico brasileiro.
  - Haris Vučkić, futebolista esloveno.
- 1994
  - Jacqueline Emerson, atriz norte-americana.
  - Jitaraphol Potiwihok, ator e dermatologista tailandês.
- 1995
  - Bruno Paulista, futebolista brasileiro.
  - Agustín Rossi, futebolista argentino.
- 1996 — Sofyan Amrabat, futebolista marroquino.
- 1997 — Uriel Antuna, futebolista mexicano.
- 1998 — Alan Franco Palma, futebolista equatoriano.
- 2000 — Yahia Fofana, futebolista marfinense.

### Século XXI
- 2001 — Samuele Ricci, futebolista italiano.
- 2002 — Zion Suzuki, futebolista japonês.
- 2006 — João Fonseca, tenista brasileiro.

## Mortes

### Anteriores ao século XIX
- 0672 — Kobun, imperador do Japão (n. 648).
- 0784 — Alberico de Utrecht, bispo de Utrecht (n. ?).
- 1131 — Balduíno II de Jerusalém (n. 1060).
- 1157 — Afonso VII de Leão e Castela (n. 1105).
- 1245 — Alexandre de Hales, filósofo e teólogo inglês (n. 1185).
- 1271 — Afonso III de Poitiers, conde de Poitiers e Tolosa (n. 1220).
- 1534 — Philippe Villiers de l’Isle-Adam, Grão-Mestre da Ordem dos Cavaleiros Hospitalários (n. 1464).
- 1614 — Isabel Bathory, condessa húngara (n. 1560).
- 1637 — Katherine Clifton, 2.ª Baronesa Clifton (n. c. 1592).
- 1724 — Noël Alexandre, teólogo e historiador eclesiástico francês (n. 1639).
- 1762 — Mary Wortley Montagu, aristocrata e escritora britânica (n. 1689).

### Século XIX
- 1853 — Maria Quitéria, heroína brasileira (n. 1792).
- 1859 — Antônio Pedro de Figueiredo, filósofo, jornalista, tradutor e professor brasileiro (n. 1814).

### Século XX
- 1925 — Irineu Marinho, jornalista brasileiro (n. 1876).
- 1936 — Francisco Calvo Burillo, santo espanhol (n. 1881).
- 1940 — Leon Trótski, revolucionário russo (n. 1879).
- 1958 — Kurt Neumann, cineasta alemão (n. 1908).
- 1977 — Danny Lockin, ator e dançarino norte-americano (n. 1943).
- 1980 — Jennifer Nicks, patinadora artística britânica (n. 1932).
- 1986 — Alexandre O'Neill, poeta português (n. 1924).
- 1989 — Raul Seixas, poeta e músico brasileiro (n. 1945).
- 1994 — Anita Lizana, tenista chilena (n. 1915).
- 1997 — Osvaldo Bezerra Cascudo, médico e político brasileiro (n. 1908).
- 2000 — Daniel Lisulo, terceiro primeiro-ministro da Zâmbia (n. 1930).

### Século XXI
- 2005 — Robert Moog, inventor, músico e engenheiro norte-americano (n. 1934).
- 2006 — Eduardo Viana, dirigente esportivo brasileiro (n. 1938).
- 2007 — Haley Paige, atriz norte-americana (n. 1981).
- 2008 — Jerry Finn, produtor musical estadunidense (n. 1969).
- 2010 — Rodolfo Fogwill, escritor argentino (n. 1941).
- 2014 — Cybele, cantora brasileira (n. 1940).
- 2018
  - Otávio Frias Filho, jornalista brasileiro (n. 1957).
  - Stefán Karl Stefánsson, ator islandês (n. 1975).
- 2020 — Ken Robinson, escritor britânico (n. 1950).
- 2022 — Anabelle Gutiérrez, atriz mexicana (n. 1924).
- 2024 — Diana, cantora e compositora brasileira (n. 1948).

## Feriados e eventos cíclicos

### Brasil
- Dia Internacional em Memória e Homenagem às Vítimas do Terrorismo
- Início da Semana Nacional da Pessoa com Deficiência Intelectual e Múltipla (Lei nº 13.585/2.017)
- Dia Nacional da Habitação
- Aniversário do município de Nilópolis, Rio de Janeiro
- Aniversário do município de São João de Meriti, Rio de Janeiro

### Cristianismo
- Abraão de Smolensk
- Euprépio de Verona
- Nossa Senhora de Knock
- Papa Pio X
- Sidônio Apolinário

## Outros calendários
- No calendário romano era o 12.º dia (XII) antes das calendas de setembro.
- No calendário litúrgico tem a letra dominical B para o dia da semana.
- No calendário gregoriano a epacta do dia é iv.